# 襤褸と宝石

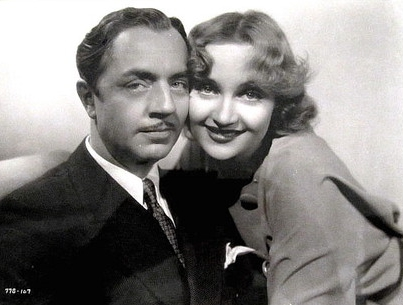
ウィリアム・パウエル（左）とキャロル・ロンバード

『襤褸と宝石』（つづれとほうせき、原題・英語: My Man Godfrey）は、1936年に製作・公開されたアメリカ合衆国の映画である。
日本でDVD化される際に『アイリーンとゴドフリー』という題名にもなっている。

## 概要
エリック・ハッチの小説を基にグレゴリー・ラ・カーヴァが監督、私生活では元夫婦のウィリアム・パウエルとキャロル・ロンバードが主演した。
1957年にヘンリー・コスター監督、ジューン・アリソンとデヴィッド・ニーヴン主演で再映画化された。（邦題『いとしの殿方』）

## あらすじ
「屑さがし」という金持ちの余興で、富豪の娘アイリーンは、浮浪者のゴドフリーを連れてきて優勝する。そしてゴドフリーは執事として働くことを許される。母親のアンジェリカは、若者をはべらせて遊興にふけり、わがままに育った長女コーネリアは無理難題をもちかけ、アイリーンは執事のゴドフリーに熱をあげる毎日が続いた。しかしゴドフリーはある計画を実行に移す。

## キャスト
- ゴドフリー：ウィリアム・パウエル
- アイリーン・ブロック：キャロル・ロンバード
- アンジェリカ（アイリーンの母）：アリス・ブラディ
- コーネリア（アイリーンの姉）：ゲイル・パトリック

## スタッフ
- 監督/製作：グレゴリー・ラ・カーヴァ
- 製作総指揮：チャールズ・R・ロジャース
- 脚本：エリック・ハッチ、モリー・リスキンド
- 撮影：テッド・テツラフ
- 音楽監督：チャールズ・プレヴィン
- 編集：テッド・J・ケント、ラッセル・F・シェーンガース
- 美術：チャールズ・D・ホール
- キャロル・ロンバードの衣裳：トラヴィス・バントン
- 衣裳：ルイーズ・ブライマー

## アカデミー賞ノミネーション
- 監督賞：グレゴリー・ラ・カーヴァ
- 主演男優賞：ウィリアム・パウエル
- 主演女優賞：キャロル・ロンバード
- 助演女優賞：アリス・ブラディ
- 助演男優賞：ミッシャ・オウア
- 脚色賞：エリック・ハッチ、モリー・リスキンド